# Júnior Brunelli
Rubens César Brunelli Júnior (São Paulo, 20 de fevereiro de 1970), nome político Brunelli, também denominado pela imprensa de Júnior Brunelli. Pastor da Catedral da Bênção, em Taguatinga. Foi deputado distrital por duas vezes da Câmara Legislativa do Distrito Federal.

## Informações biográficas
Junior Brunelli, tem 50 anos de história em Brasília. Nasceu em São Paulo no dia 20 de fevereiro de 1970, Pastor, administrador e advogado - Doutor em Ciências Sociais e Jurídicas. Filho dos missionários Doriel de Oliveira e Ruth Brunelli de Oliveira, fundadores da Casa da Bênção.
Foi suplente de deputado distrital entre 1999 e 2001 e deputado distrital nas legislaturas 2003-2006 e 2007-2010, tendo sido nessa última legislatura eleito como corregedor da Câmara Legislativa do Distrito Federal, eleito para o biênio 2009-2010. O deputado distrital Júnior Brunelli foi um dos mais atuantes parlamentares da Câmara Legislativa do Distrito Federal. Foi reeleito em outubro de 2006 com 23.734 votos, o mais votado da coligação. Sua primeira eleição foi em 2002, quando obteve 7.691 votos, pelo Partido Progressista. Em 1994 e 1998, também pelo PP, ficou como suplente de deputado distrital.

### Projetos Apresentados
Por duas vezes, em 2005 e 2006 Brunelli foi apontado como o Distrital mais atuante em levantamento feito pela 3ª Secretaria da Câmara Legislativa, com 1.369 proposições, 509 a mais em comparação com o segundo colocado.
Deste total, 31 projetos já foram transformados em lei e estão em vigor. Uma das leis mais importantes diz respeito à adoção do gás natural como combustível que reduzirá os gastos dos donos de automóveis e dos taxistas. Muitas das iniciativas do Deputado dependem agora de interesse político do Poder Executivo. Necessário que a comunidade compreenda essas propostas e apóie a implantação de projetos como este do gás natural para aumentarmos a proteção que deve ser dada a um meio ambiente saudável para todos.

### Leis
Outro destaque é para a lei que regulamenta a assistência religiosa nos presídios e hospitais da capital federal, iniciativa importante buscando a ressocialização e inserção dos presos na comunidade. Importante também é a lei que institui o Serviço de Verificação de Óbitos (SVO), deixando ao Instituto de Medicina Legal (IML), apenas os casos de morte violenta. Tal iniciativa poderia trazer enormes benefícios à comunidade, diminuindo custos do Estado, que poderia utilizar os recursos disponíveis em áreas mais carentes como saúde e educação.

### Obras Executadas
Junior Brunelli prestando contas de seu trabalho à população e as Igrejas. As igrejas são o encontro da sociedade. Onde estão todas as camadas sociais e estas precisam do apoio do Estado, alguns de seus trabalhos estão aqui relacionados.
Nº INDICAÇÃO AÇÕES EM RESUMO
1. 110/03 Pavimentação Asfáltica das praças – EQNM17/19, EQNN 04/06, EQNM 19/21 e EQNM 20/22
2. 112/03 Pavimentação Asfáltica da praça – QNM 40 AE 05
3. 209/03 Pavimentação Asfáltica da praça – Ig Pentecostal ELIM (EQNN 07/09)
4. 473/03 Pavimentação da Praça da EQNN 17/19
5. 401/03 Sugere ao Secretário da Fazenda a não emissão de Carnês de IPTU e TLP, aos Templos de Qualquer Culto.
6. 865/03 Iluminação da CSG – Comunidade Cristã Gileade
7. 1615/03 Sugere ao Secretário de Fazenda que o prazo para apresentação do requerimento de isenção do IPTU/TLP das igrejas de qualquer culto, seja fixado até o último dia útil do mês de abril.
8. 2662/04 Urbanização e iluminação pública SCN 03 Bloco C – Shopping Liberty Mall e Administração de Brasília (Igreja Internacional da Reconciliação – Ministério Geração Profética)
9. 2667/04 Estacionamento com iluminação QNQ- 07 Conj. 07 Casa 16 – Batista Monte Horebe
10. 2669/04 Estacionamento com iluminação QNO- 16 Conj. 09 Lote 10 – Missão da Fé
11. 2671/04 Estacionamento com iluminação QNO- 20 Conj. A – Paróquia São Francisco de Assis
12. 2672/04 Estacionamento com iluminação QNO- 19 Conj. H Casa 04 A/E – Casa de Oração dos Últimos Dias
13. 2674/04 Estacionamento com iluminação QNN- 33 A/E A Ceil. Norte – Adventista da Reforma